# ۴۴۵ (پیش از میلاد)
۴۴۵ (پیش از میلاد) ۴۴۵مین سال قبل از تقویم میلادی است.